# Amerila sarconota
Amerila sarconota är en fjärilsart som beskrevs av George Francis Hampson 1911. Amerila sarconota ingår i släktet Amerila och familjen björnspinnare. Inga underarter finns listade i Catalogue of Life.